# Lepadicyathus mendeleevi
Lepadicyathus mendeleevi är en fiskart som beskrevs av Prokofiev 2005. Lepadicyathus mendeleevi ingår i släktet Lepadicyathus och familjen dubbelsugarfiskar. Inga underarter finns listade i Catalogue of Life.